# Звартеватерланд
Звартеватерланд (нід. Zwartewaterland, нід. вимова: [ˌzʋɑrtəˈʋaːtərlɑnt] ( прослухати)) — муніципалітет у Нідерландах, у провінції Оверейсел.

## Населені пункти муніципалітету
Міста
- Гасселт
- Генемейден

Села
- Звартслейс
- Камперзедейк-Вест
- Камперзедейк-Ост

Селища
- Барло
- Мастенбрук

## Визначні мешканці
- Герард Нейбур (нар. 1955 в Гасселті) — нідерландський легкоатлет, олімпійський медаліст.

## Галерея

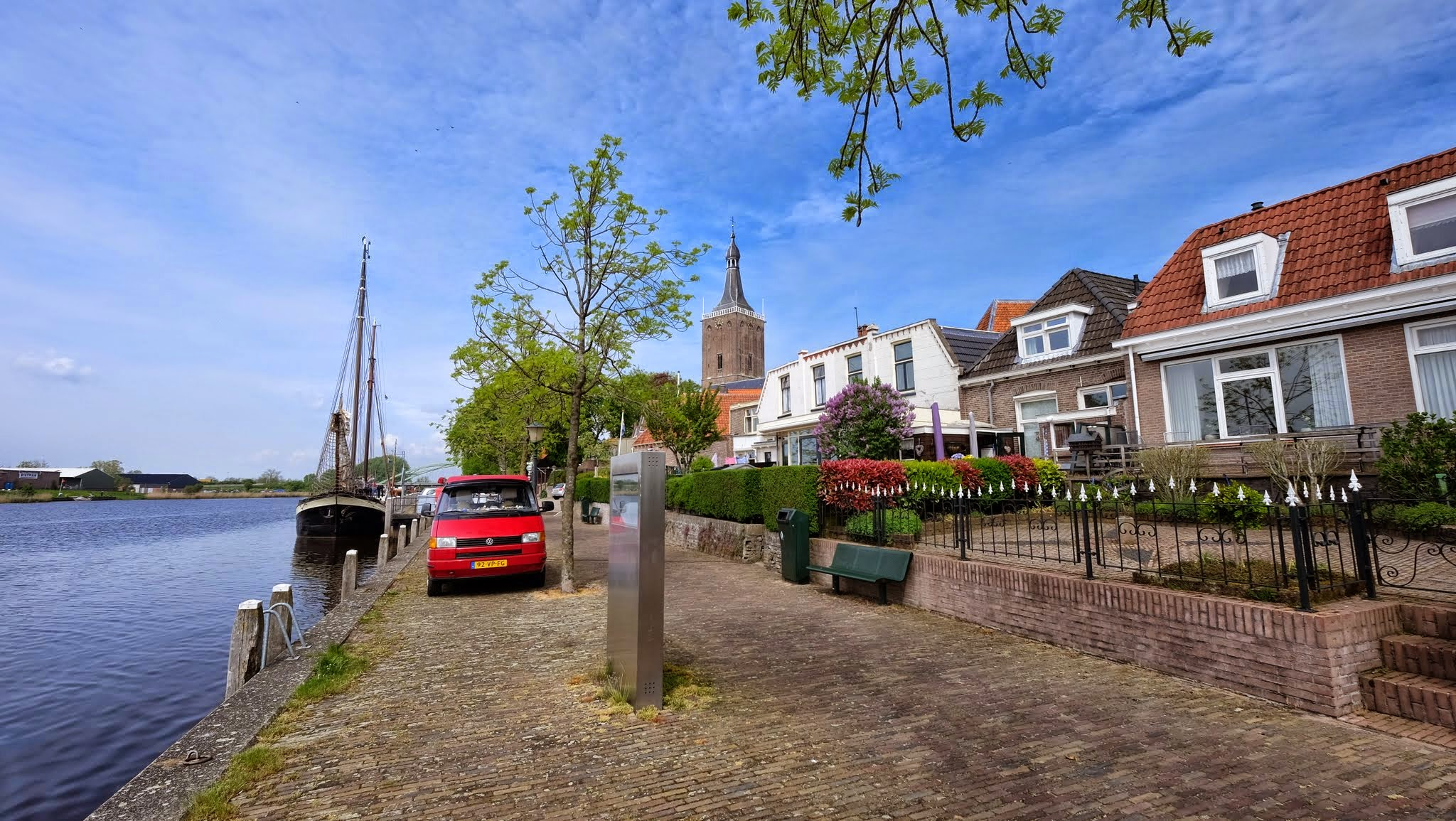
Гасселт
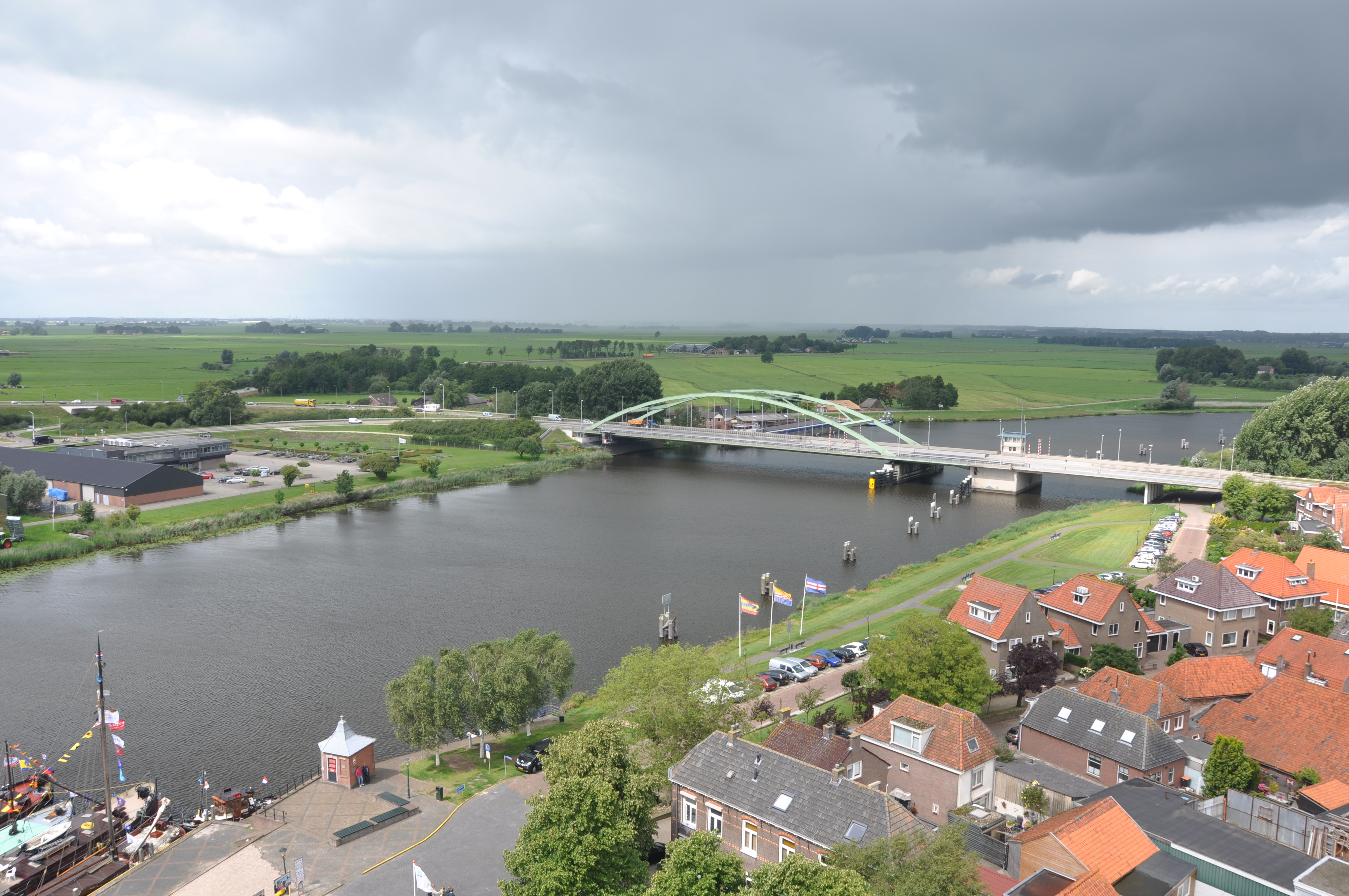
Панорама Гасселта
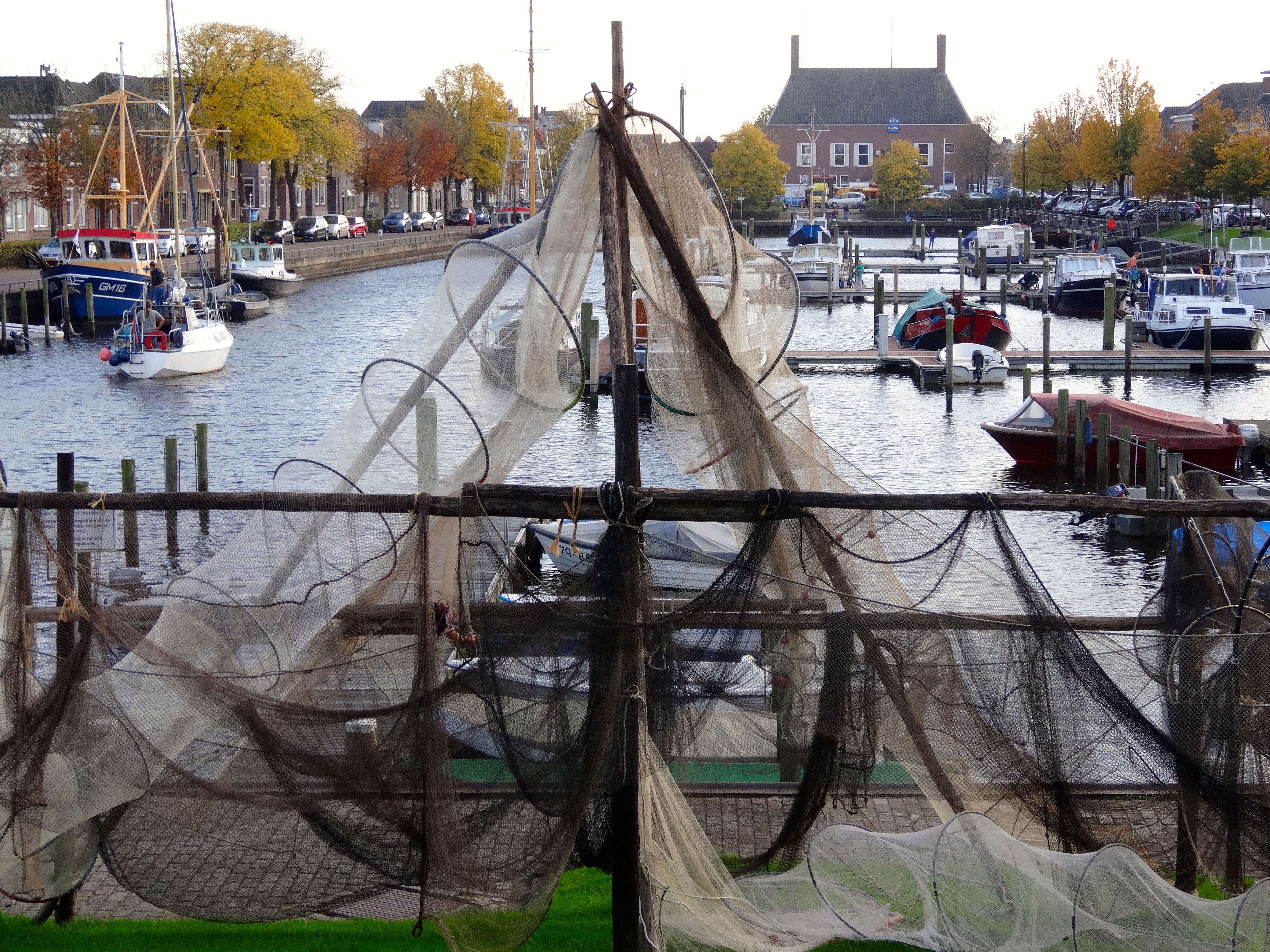
Гавань у Генемейдені